# Das Boot ist voll
Das Boot ist Voll es una película de drama bélico suiza dirigido por Markus Imhoof basado en el libro del mismo nombre del escritor suizo Alfred A. Häsler. La película fue nominada al Premio Óscar a la Mejor Película en Lengua Extranjera representando a Suiza. También se inscribió en la 31.ª edición del Festival Internacional de Cine de Berlín, donde ganó el Oso de Plata por un logro único sobresaliente.

## Sinopsis
En 1942, durante la Segunda Guerra Mundial, seis personas lograron escapar a la Suiza neutral, pero en agosto Suiza decidió endurecer sus condiciones de admisión. Los seis intentan, con cierta complicidad de algunos lugareños, cumplir las condiciones intercambiando ropa, papeles y papeles. Pero el policía del pueblo ve a través del pretexto, se siente traicionado y ordena el procedimiento oficial. Los perseguidos por motivos racistas deben irse, mientras que los perseguidos por motivos políticos pueden quedarse.

## Recepción crítica
Imhoof, quien hizo esta película por consternación personal, incluso por enojo, porque Suiza preferiría reprimir la inhumanidad mostrada durante la Segunda Guerra Mundial antes que admitirla abiertamente, no es injusto con sus compatriotas. La burocracia puede ser un poco exagerada, el clero unilateralmente ansioso y decidido a no interferir, pero aquellos que ayudan activamente son comprensivos, comprensivos y también un poco indefensos. "Das Boot ist Voll" no es una gran película, pero es una película honesta.
Anne Frederiksen, Die Zeit

## Reconocimientos
Premios Óscar 1982:
- Nominación a Mejor Película en Lengua Extranjera.

Berlinale 1981:
- Premio CIDALC para Markus Imhoof
- Premio FIPRESCI para Markus Imhoof
- Premio Interfilm para Markus Imhoof
- Premio OCIC para Markus Imhoof
- Oso de plata para Markus Imhoof
- Nominación al Oso de oro para Markus Imhoof

Festival Max Ophüls 1982:
- Nominación al Premio Max Ophüls para Markus Imhoof

Premios David di Donatello 1982:
- Premio René Clair para Markus Imhoof